# Karin Wälchli
Karin Wälchli (* 23. Juli 1960 in Zürich) ist eine Schweizer Künstlerin.

## Leben und Werk
Karin Wälchli bildet zusammen mit Guido Reichlin seit 1995 das Künstlerkollektiv Chalet5. Sie leben und arbeiten in Göschenen.
Karin Wälchli besuchte 1982–1987 die Schule für Gestaltung Zürich (Textil), Leistungspreis 1991. Eidgenössisches Stipendium für angewandte Kunst 1990 und 1992. Guido Reichlin ist Autodidakt, Reisen im Nahen und Fernen Osten. Selbststudium der Malerei, Aneignung von bildhauerischen Techniken. Ab 1995, dem Beginn ihrer Zusammenarbeit, entwerfen Wälchli & Reichlin gemeinsam Stoffkollektionen und betreiben eine eigene Handdruckerei (bis 2002). 1998 Gründung der Ausstellungsplattform Chalet5; dieser Name – eine Anspielung auf die Lage im Zürcher Kreis 5 und den traditionellen Haustyp als Gegenpol – wird später für die Produktionsgemeinschaft verwendet.
Einzelausstellungen: Kunsthof Zürich (1998), Galerie Mark Müller (2002, 2010, 2016), Haus für Kunst Uri, Altdorf (2018). Gruppenausstellungen: Migros Museum für Gegenwartskunst, Zürich (2000), Townhouse Gallery, Kairo, (2009), Zentrum Paul Klee, Bern (2009), Bloomingsikkim Public Art Festival, Gangtok, Indien (2011), Intersecting Territories, Pro Helvetia Kairo (2014), Haus für Kunst Uri, Altdorf (2018), dreijähriges Kunstprojekt UR(i)HÜTTE, Göschenen (2022–2024. Atelierstipendien: Pro Helvetia Kairo und Indien (2006, 2009 und 2011), Stiftung Kunstdepot Göschenen (2016 und 2017). 2018 Umzug nach Göschenen.